# Srđan Jovanović
Srđan Jovanović (serb. Срђан Јовановић, ur. 9 kwietnia 1986) – serbski sędzia piłkarski prowadzący mecze w serbskiej SuperLidze. Od 2015 roku jest sędzią międzynarodowym.

## Kariera sędziowska
W 2014 roku Jovanović uzyskał nominację do prowadzenia spotkań w serbskiej SuperLidze. Zadebiutował w niej 30 sierpnia 2014 roku w meczu pomiędzy Radnički Nisz, a Donji Srem, w którym pokazał czerwoną kartkę Milošowi Petrovićowi. W 2015 roku został wpisany na listę sędziów FIFA. Pierwszy seniorski mecz reprezentacji przypadł w dniu 16 stycznia 2016 r. między Zjednoczonymi Emiratami Arabskimi, a Islandią.
W roku 2017 pojechał na Mistrzostwa Europy U-19 na których poprowadził mecz finałowy.
Dwa lata później pojechał na dwa duże turnieje. Najpierw został wyznaczony do prowadzenia meczów Mistrzostw Europy U-21. Na turnieju tym po raz kolejny miał okazję poprowadzić mecz finałowy. Kilka miesięcy później znalazł się w gronie sędziów powołanych na Mistrzostwa Świata FIFA U-17 2019 w Brazylii.